# 스카이넷 (위성)

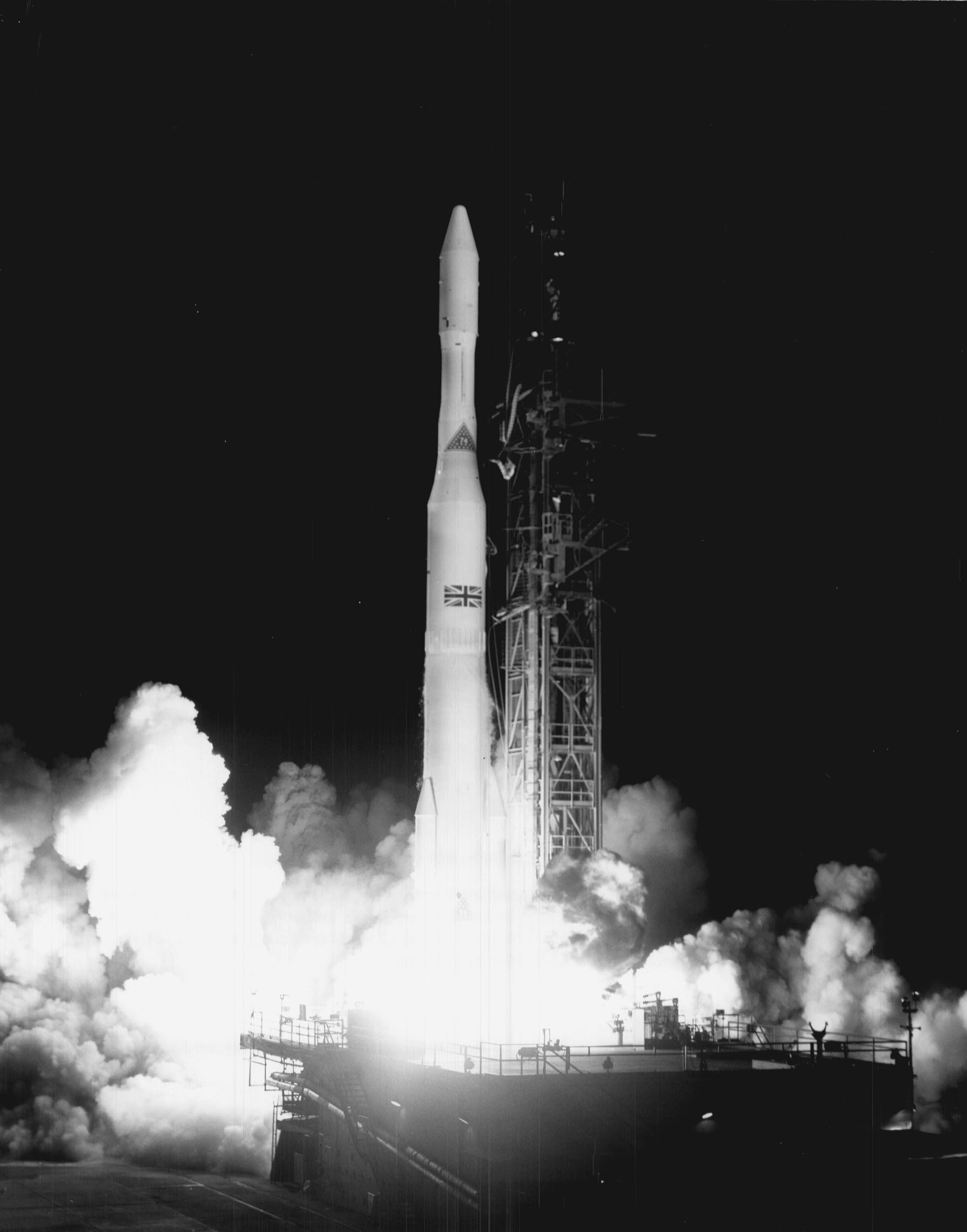
1969년 11월 22일 미국 케이프커내버럴 공군 기지에서 델타 로켓으로 스카이넷 1A 위성을 발사했다.

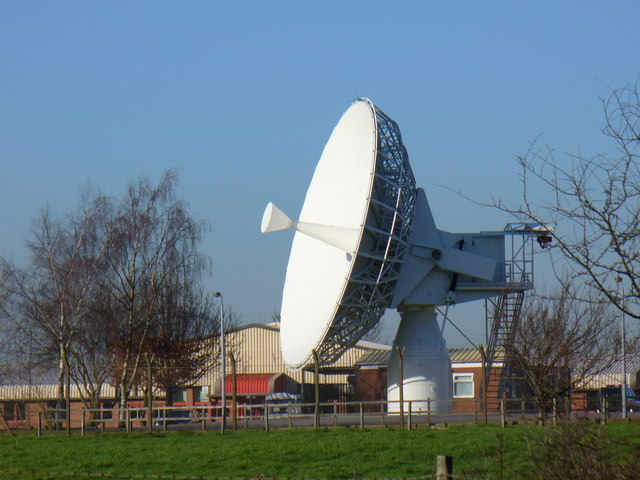
오크행거 공군기지의 위성안테나. EADS 아스트리움이 관리하고 있다.

스카이넷(Skynet)은 영국의 군용 통신위성이다. EADS 아스트리움이 관리하고 있다. 영국군만이 아니라 NATO 연합군도 사용한다.

## 역사
1960년대까지만 해도 군용 통신위성은 미국과 소련만이 기술을 갖고 있었다. 이에 영국도 군용 통신위성 스카이넷을 개발했다. 스카이넷의 최대 사용자는 영국 정보통신본부(GCHQ)이다.
최초의 스카이넷 1A 위성은 1969년 11월 22일 발사되었다.
가장 최신형인 스카이넷 5D는 무게 4.8톤, 동경 53도의 정지궤도 통신위성으로서, 2012년 12월 19일 아리안 5ECA VA211 로켓으로 발사되었다.

## 오크행거 공군기지
영국 햄프셔 주 오크행거에 위치한 오크행거 공군기지(en:RAF Oakhanger)는 영국군의 군용 통신위성을 총괄 통제하는 센터가 있다. 센터는 EADS 아스트리움의 자회사가 관리하고 있다.

## 같이 보기
- 스카이넷 (터미네이터) - 영화 터이네이터는 인공지능 스카이넷이 인류를 멸망시킨다는 내용인데, 스카이넷은 영화 제작 당시에도 유명했던, 영국군의 군용 통신위성이었다.
- 무궁화 5호 - 한국군의 스카이넷은 무궁화라고 부른다.